# Piz Rims (Val Sesvenna)
Der Piz Rims (3067 m ü. M.) ist ein Gipfel in der Sesvennagruppe an der Grenze zwischen der Schweiz und Italien. Er liegt nordöstlich von S-charl im Unterengadin und südwestlich des Schlinigpasses, dem Talende des Schlinigtals im Südtiroler Vinschgau. Der Gipfel ist nicht sonderlich selbständig, denn der Verbindungsgrat zum höheren, etwas mehr als einen halben Kilometer westlich liegenden Piz Cristanas (3092 m ü. M.) liegt an keiner Stelle unterhalb der 3000-Meter-Marke.

## Lage und Umgebung
Der Piz Rims ist Teil des Bergstocks nördlich des Val Sesvenna und nach dem Piz Cristanas der zweithöchste Gipfel dort. Der kegelförmige, aus Kalkstein aufgebaute Gipfel steht auffallend im Westen des obersten Schlinigtals. Der höchste Punkt des Piz Rims mit 3067 m ü. M. befindet sich gänzlich auf Schweizer Gebiet; der etwa 100 Meter östlich liegende Nebengipfel mit 3050 m ü. M. liegt genau im Grenzverlauf. Diese beiden Gipfel zusammen mit weiteren, kleineren Erhebungen formen im Gipfelbereich einen eigenartig wirkenden Krater.
Nordöstlich des Piz Rim befindet sich der Schlinigpass, der Übergang vom Schlinigtal im Vinschgau ins Val d’Uina im Unterengadin. Weniger als vier Kilometer nördlich des Gipfels befindet sich oberhalb des Val d’Uina ein ebenfalls als „Piz Rims“ bezeichneter Gipfel, der eine Höhe von 2773 m ü. M. aufweist.

## Besteigung
Der übliche Anstieg erfolgt von Osten, von der Fuorcla Sesvenna (2819 m ü. M.), mit Überschreitung des Schadlers (2948 m ü. M.). Der Anstieg ist unschwierig, vom Schadler zum Piz Rims verliert man weniger als 50 Meter Höhe. Die Fuorcla Sesvenna kann man einerseits von der Südtiroler Seite durch das Schlinigtal und über die Sesvennahütte erreichen, andererseits vom Unterengadin von S-charl durch das Val Sesvenna. Von der Sesvennahütte benötigt man zum Gipfel etwa drei Stunden, von S-charl aus sind vier Stunden einzuplanen.